# Abdoulaye Wade
Abdoulaye Wade (ur. 29 maja 1926 w Saint-Louis) – senegalski polityk i prawnik, prezydent Senegalu w latach 2000–2012. 
Założyciel i przywódca Senegalskiej Partii Demokratycznej.

## Życiorys
Wade ukończył prawo we Francji, uzyskując doktorat z prawa i ekonomii na Sorbonie w 1970. Przez kilka lat praktykował jako prawnik we Francji, a następnie wrócił do Senegalu, gdzie został wykładowcą, a następnie dziekanem wydziału prawa i ekonomii na Uniwersytecie w Dakarze. 
W 1974 założył liberalną Senegalską Partię Demokratyczną. W 1978 uzyskał mandat deputowanego w Zgromadzeniu Narodowym. W tym samym roku wystartował przeciwko Leopoldowi Senghorowi w wyborach prezydenckich, które były jego pierwszą z czterech nieudanych prób ubiegania się o prezydenturę. Kolejne próby miały miejsce w wyborach w 1983, 1988, 1993. Od lutego do maja 1994 był osadzony w więzieniu za działania przeciw urzędującej władzy. W 2000, pokonując urzędującego wówczas prezydenta Abdou Dioufa, zwycięzył w wyborach prezydenckich.
W wyborach prezydenckich w lutym 2007 został wybrany na drugą kadencję, pokonując m.in. byłego senegalskiego premiera Idrissę Secka. W wyborach prezydenckich w 2012 przegrał z kandydatem opozycji, byłym premierem Macky'm Sallem.